# Сунце (тарот карта)
Сунце (XIX) је деветнаести адут или карта Велике Аркане у већини традиционалних тарот шпилова. Користи се у игрању игара као и у прорицању.

## Опис
Дете јаше белог коња под антропоморфизованим Сунцем, са сунцокретима у позадини.

### Симболика Рајдер-Вејта
А. Е. Вејт је сугерисао да је ова карта повезана са стеченим знањем. Дете живота држи црвену заставу, која представља крв обнове, док га насмејано сунце обасјава, представљајући достигнуће. Свесни ум превладава над страховима и илузијама несвесног. Невиност се обнавља кроз откриће, доносећи наду за будућност.

## Тумачење
Ова карта се генерално сматра позитивном. Каже се да одражава срећу и задовољство, виталност, самопоуздање и успех. Понекад се назива најбољом картом у тароту, она представља добре ствари и позитивне исходе тренутних борби.

Вејт сугерише да карта носи неколико гатачких асоцијација: 
19. СУНЦЕ. — Материјална срећа, срећан брак, задовољство. Обрнуто: Исто у мањем смислу.